# Arthur Schille

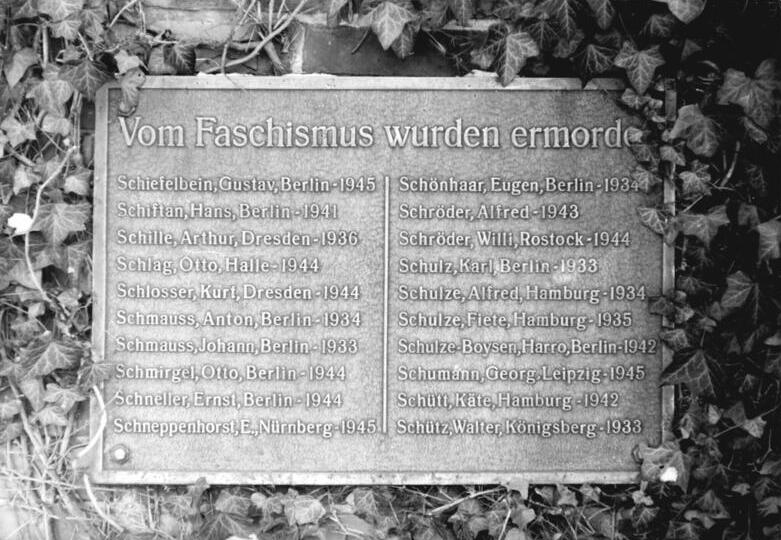
Gedenktafel für Arthur Schille und andere auf dem Friedhof der Sozialisten

Arthur Schille (* 15. Juli 1883 in Leipzig; † 11. Januar 1936 in Dresden) war ein deutscher Gewerkschafter und Widerstandskämpfer gegen das NS-Regime.

## Leben
Schille, von Beruf Former, schloss sich im Jahr 1901 dem Deutschen Metallarbeiter-Verband (DMV) an und trat 1911 der SPD bei. In der Weimarer Republik übte er in Sachsen verantwortliche Funktionen im DMV aus. Von 1920 bis 1928 war Schille in der Leipziger Ortsverwaltung des DMV beschäftigt. Im Jahr 1928 zog er von Leipzig nach Dresden und wurde dort Bezirkssekretär des DMV.
Nach der „Machtergreifung“ durch die Nationalsozialisten und der Zerschlagung der Gewerkschaften im Jahr 1933 wurde Schille entlassen. Kurz darauf engagierte er sich im Widerstand gegen das NS-Regime und beteiligte sich an der politischen Arbeit in illegalen Gewerkschaftsstrukturen des DMV. Schille trug wesentlich dazu bei, den Zusammenhalt der DMV-Mitglieder unter den Bedingungen der NS-Diktatur zu festigen. Nachdem der sozialdemokratische Gewerkschafter Richard Teichgräber, der seit Jahren ein enger Freund Schilles war, im Dezember 1934 verhaftet wurde, übernahm Schille an seiner Stelle die Verbindung zu vielen sächsischen Gewerkschaftsfunktionären im Rahmen des illegalen DMV. Schille leitete Berichte über NS-Zwangsmaßnahmen und Verbrechen ins Ausland weiter. Zu diesem Zweck arbeitete er eng mit Willy Rößler, Alfred Ebersbach und Heinrich Schliestedt zusammen. Insbesondere mit Schliestedt korrespondierte er auch über Deckadressen und bekam von diesem auch eine Geheimtinte für den unverdächtigen Briefverkehr ausgehändigt. Die Tinte wurde erst bei Verwendung eines Fixiermittels sichtbar.
Am 7. Januar 1936 verhaftete die Gestapo Schille. Da er sich weigerte, über seine Widerstandstätigkeit auszusagen, wurde Schille massiv gefoltert. Seiner Ehefrau wurde mitgeteilt, er habe sich am 11. Januar 1936 im Gefangenenhaus des Polizeipräsidiums Dresden erhängt. Allerdings gibt es mehrere Berichte von Angehörigen, die über den Zustand der Leiche Auskunft geben und die den Schluss nahelegen, dass Schille erschossen wurde.